# Лёдово (городской округ Озёры)
Лёдово — деревня в городском округе Озёры Московской области России. Население — 27 чел. (2015).

## География
Расположена в северной части района, примерно в 15,5 км к северу от центра города Озёры, на берегу впадающей в Москву реки Коломенки. В деревне 3 улицы — Дачная, Светлая и Тенистая, зарегистрировано садовое товарищество. Связана автобусным сообщением с Озёрами и Коломной. Ближайшие населённые пункты — деревни Найдено и Липитино.

## История
В «Списке населённых мест» 1862 года Ледова — владельческая деревня 2-го стана Коломенского уезда Московской губернии на Каширском тракте из Коломны, в 20 верстах от уездного города, при реке Коломенке, с 26 дворами и 211 жителями (95 мужчин, 116 женщин).
По данным на 1890 год входила в состав Бояркинской волости Коломенского уезда, число душ составляло 233 человека.
В 1913 году — 31 двор.
По материалам Всесоюзной переписи населения 1926 года — центр Ледовского сельсовета Бояркинской волости, проживало 130 жителей (61 мужчина, 69 женщин), насчитывалось 28 крестьянских хозяйств, находился районный сельский комитет крестьянской общественной взаимопомощи.
С 1929 года — населённый пункт в составе Озёрского района Коломенского округа Московской области, с 1930-го, в связи с упразднением округа, — в составе Озёрского района Московской области.
В 1954 году Ледовский сельсовет был преобразован в Боково-Акуловский сельсовет.
В 1959 году, в связи с упразднением Озёрского района, Боково-Акуловский сельсовет передан Коломенскому району, в составе которого в 1960 году был упразднён, а Лёдово передано Гололобовскому сельсовету.
В 1969 году Озёрский район был воссоздан, а в 1970 году Лёдово из Гололобовского сельсовета Коломенского района было передано Бояркинскому сельсовету Озёрского района.
С 1994 по 2006 год — деревня Бояркинского сельского округа.
С 2006 по 2015 год — деревня сельского поселения Бояркинское.
С 16 мая 2015 года — входило в состав городского округа Озёры.
С 6 октября 2020 года — входит в состав Коломенского городского округа.

## Население
| 1852 | 1859 | 1890 | 1926 | 2002 | 2006 | 2010 |
| ---- | ---- | ---- | ---- | ---- | ---- | ---- |
| 184  | ↗211 | ↗233 | ↘130 | ↘15  | ↘9   | ↗28  |
| 2015 |      |      |      |      |      |      |
| ↘27  |      |      |      |      |      |      |